# Bobby Riggs
Pour les articles homonymes, voir Riggs.
Robert Larimore Riggs dit Bobby Riggs, né le 25 février 1918 à Los Angeles et mort le 25 octobre 1995 à Laucadia (Californie), est un joueur de tennis américain.
Vainqueur de trois titres du Grand Chelem en simple, il est membre du International Tennis Hall of Fame depuis 1967.

## Carrière

### Période amateure
Bobby Riggs fut un modèle de précocité dans le monde du tennis. Il commença à pratiquer ce sport à l'âge de douze ans. En 1934, alors qu'il n'a que seize ans, il remporte son premier tournoi à Cincinnati, où il bat Frank Shields finaliste à Wimbledon en 1931. Il a alors pour professeur la célèbre entraîneur Eleanor Tennant (en).
Originaire de Californie, il s'installe à la fin des années 1930 à Chicago où il travaille dans le milieu de la publicité.
En 1938, il remporte la Coupe Davis en battant l'Australien Adrian Quist dans un match extrêmement disputé. Il se distingue particulièrement lors de la saison 1939. D'abord finaliste à Roland-Garros pour son premier séjour en Europe (battu par Don McNeill 7-5, 6-0, 6-3), il remporte son premier tournoi de Grand Chelem à Wimbledon en juillet contre Elwood Cooke en cinq sets (2-6, 8-6, 3-6, 6-3, 6-2). Il récidive deux mois plus tard à l'US Championships à New York contre Welby Van Horn (6-4, 6-2, 6-4). Malheureusement pour lui, il perd un match décisif en Coupe Davis contre Adrian Quist, qui prend ainsi sa revanche de l'année précédente. À la suite du départ de Donald Budge chez les professionnels, Riggs devient le numéro 1 mondial amateur.
Il remporte sa 71e et dernière victoire chez les amateurs à l'occasion de l'US Championships en septembre 1941, en battant Frank Kovacs (5-7, 6-1, 6-3, 6-3). Fin décembre, il commence sa carrière professionnelle par une victoire aux dépens de Fred Perry.

### Période professionnelle
Bobby Riggs devient le meilleur joueur du monde lorsqu'il remporte le World Professional Hardcourt Championships au Los Angeles Tennis Club, sa première victoire en tournoi professionnel, le 9 décembre 1945, contre Donald Budge en finale.
L'année 1946, la première saison complète d'après-guerre, confirme la prééminence de Riggs, qui remporte pas moins de 13 tournois. Cette même année, il dispute une tournée professionnelle de 47 matchs de mars à mai, l'opposant à son plus grand rival, Donald Budge. Il remporte cette tournée par 24 matchs à 22 et un match nul.
Riggs confirme sa mainmise sur le circuit en 1947 en remportant l'US Indoor à Philadelphie et l'US Pro à Forest Hills aux dépens de son éternel rival Budge. Entre fin décembre 1947 et début janvier 1948, il domine le néo-professionnel Jack Kramer, meilleur amateur en 1946-1947, lors des premiers matchs de leur tournée. Il mène 2-1 fin 1947 puis 8-6 au 16 janvier, avant que Kramer décide d'adopter définitivement le style de jeu service-volée. En conséquence, il renverse la tendance et détrône Riggs en remportant la tournée terminée en mai 69 matchs à 20.
Dès lors, Riggs entame un long déclin et laisse la place à ses successeurs Jack Kramer, Pancho Segura et Pancho Gonzales, à la tête du tennis professionnel. Il remporte son dernier tournoi en septembre 1954 à Woodside et dispute son dernier U.S. Pro en mai 1962.

## Le faux come back: «The Battle of the Sexes »

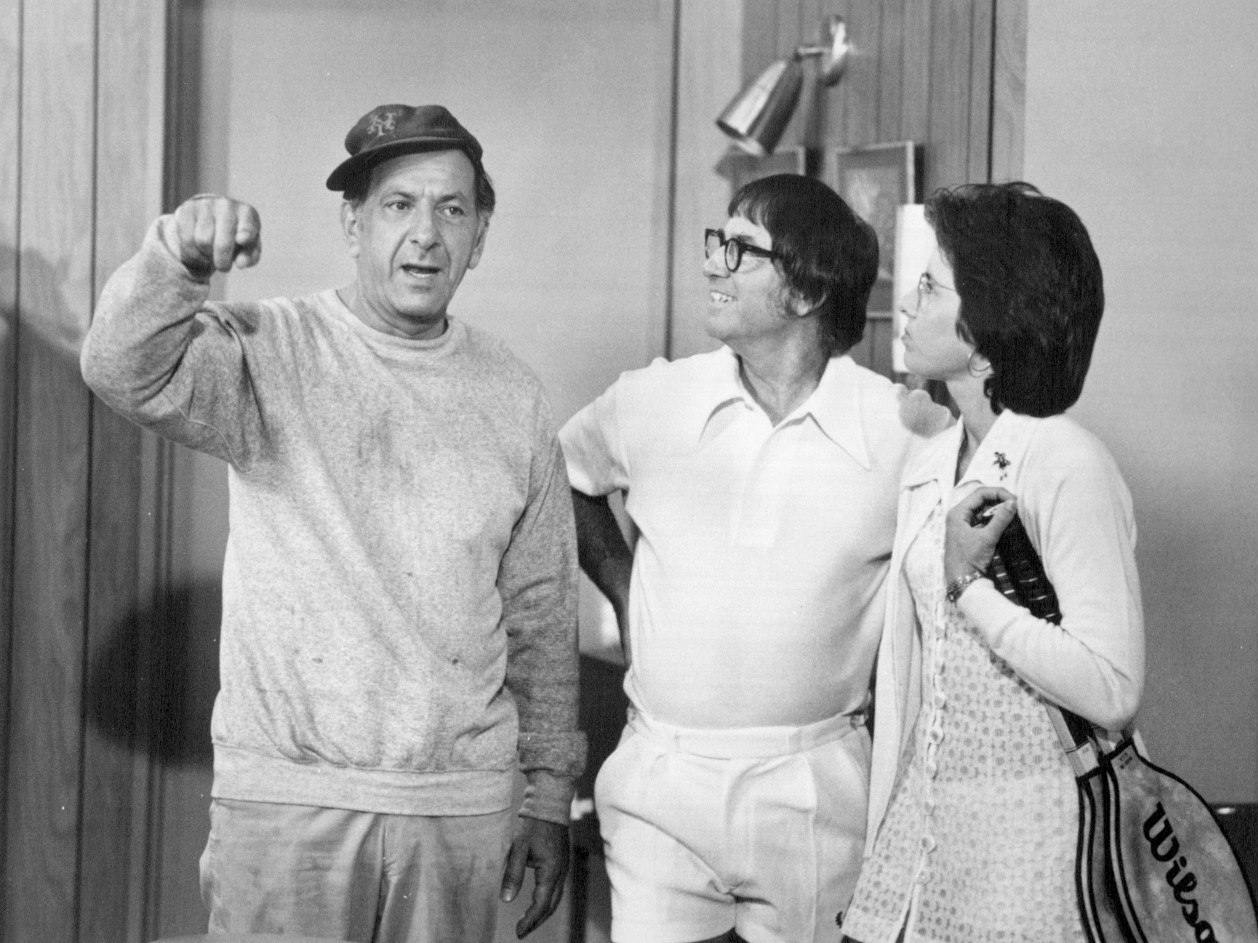
Bobby Riggs (au centre) avec Jack Klugman et Billie Jean King dans la série The Odd Couple en 1973.

Volontiers machiste et provocateur, il avait pour habitude de critiquer publiquement le tennis féminin, selon lui « inférieur à celui pratiqué par les hommes », et de clamer : « Aucune joueuse en activité ne pourrait jamais venir à bout d'un retraité ». Ayant pris sa retraite sportive au milieu des années 1950, mais continuant à se produire dans des tournois d'exhibition, Bobby Riggs revient à la une des journaux en 1973 par des déclarations fracassantes. Il déclare en effet qu'il veut défier Margaret Smith Court dans un match à sensation. Celui-ci se déroule à Ramona en Californie en mai 1973. Riggs remporte facilement le match sur le score de 6-2, 6-1, à l'âge de 55 ans.
Le 20 septembre de la même année il récidive, cette fois contre la numéro 1 mondiale Billie Jean King (30 ans), dans la désormais célèbre « Bataille des sexes » (The Battle of the Sexes) devant les 30 000 spectateurs de l'Astrodome de Houston et 50 millions de téléspectateurs de 37 pays différents. Contre toute attente, il est assez nettement battu 6-4, 6-3, 6-3, dans un match qui joua un grand rôle non seulement dans la reconnaissance du sport féminin, mais également du tennis comme sport majeur.

## Palmarès en Grand Chelem
- (Abréviation concernant les surfaces : Tb : Terre battue, He : Herbe, D : Dur, D (i) : Dur indoor, M : Moquette, B : Bois).

### Victoires en simple (3)
| A.   | Date              | Nom et lieu du tournoi          | S. | Finaliste      | Score                   |
| ---- | ----------------- | ------------------------------- | -- | -------------- | ----------------------- |
| 1939 | 26 juin-8 juillet | Wimbledon                       | He | Elwood Cooke   | 2-6, 8-6, 3-6, 6-3, 6-2 |
| 1939 | 7-17 septembre    | US Championships (Forest Hills) | He | Welby Van Horn | 6-4, 6-2, 6-4           |
| 1941 | 30 août-7 sep.    | US Championships (Forest Hills) | He | Frank Kovacs   | 5-7, 6-1, 6-3, 6-3      |

### Finales en simple (2)
| A.   | Date          | Nom et lieu du tournoi          | S. | Vainqueur   | Score                   |
| ---- | ------------- | ------------------------------- | -- | ----------- | ----------------------- |
| 1939 | 8-18 juin     | Roland-Garros                   | Tb | Don McNeill | 7-5, 6-0, 6-3           |
| 1940 | 1-9 septembre | US Championships (Forest Hills) | He | Don McNeill | 4-6, 6-8, 6-3, 6-3, 7-5 |

### Victoire en double (1)
| A.   | Date              | Nom et lieu du tournoi | S. | Partenaire   | Finalistes               | Score              |
| 1939 | 26 juin-8 juillet | Wimbledon              | He | Elwood Cooke | Charles Hare Frank Wilde | 6-3, 3-6, 6-3, 9-7 |

## Palmarès
- (Voir Records de titres au tennis pour les joueurs les plus titrés de l'histoire)

### Titres amateurs (1934-1941): 71
|    | Année | Date              | Nom et lieu du tournoi                           | Surface | Finaliste       | Score                 |
| -- | ----- | ----------------- | ------------------------------------------------ | ------- | --------------- | --------------------- |
| 1  | 1934  | 6-12 août         | Cincinnati Ohio Valley (États-Unis)              | Tb ?    | McCallum        | 6-3 2-6 6-4 6-2       |
| 2  | 1936  | 6 mars            | Los Angeles Metropolitan (États-Unis)            | ?       | Orville Scholtz | 6-0 7-5 7-6           |
| 3  | 1936  | 13-19 avril       | Los Angeles Ambassador Invitation (États-Unis)   | D       | Joseph Hunt     | 8-6 6-0 ab.           |
| 4  | 1936  | 4-12 mai          | Los Angeles Golden Jubilee (États-Unis)          | D       | Tony Carr       | 6-4 6-1 7-5           |
| 5  | 1936  | 8-15 juin         | Kansas City Missouri Valley (États-Unis)         | Tb ?    | Wilmer Hines    | 6-3 6-2 6-1           |
| 6  | 1936  | 16-22 juin        | Chicago U.S. Clay Court (États-Unis)             | Tb      | Frank Parker    | 6-1 6-8 6-4           |
| 7  | 1936  | 23-29 juin        | Cincinnati Tri State Championships (États-Unis)  | Tb ?    | Charles Harris  | 6-1 6-3 6-1           |
| 8  | 1936  | 1-6 juillet       | Glenn Cove Nassau Bowl (États-Unis)              | ?       | Gregory Mangin  | 9-7 6-2 5-7 6-3       |
| 9  | 1936  | 13-19 juillet     | Jackson Heights Eastern Clay Court (États-Unis)  | Tb      | John Law        | 6-3 6-0 6-4           |
| 10 | 1936  | 17-23 août        | Newport Casino Trophy (États-Unis)               | He      | Frank Parker    | 8-6 6-4 8-10 3-6 6-1  |
| 11 | 1936  | 15-21 sep.        | Allentown Pennsylvania Clay Court (États-Unis)   | Tb      | Gilbert Hall    | 6-4 7-5 6-3           |
| 12 | 1936  | octobre           | Miami Dade County Championships (États-Unis)     | ?       | Gardnar Mulloy  | 2-6 13-11 6-1 6-4     |
| 13 | 1937  | 20 février        | Los Angeles Hillcrest Invitational (États-Unis)  | ?       | William Hanson  | 6-2 8-6               |
| 14 | 1937  | 9-15 mars         | Pasadena Huntington Invitational (États-Unis)    | ?       | Joseph Hunt     | 6-3 6-3               |
| 15 | 1937  | 3-9 mai           | Los Angeles Southern California (États-Unis)     | D       | Frank Shields   | 3 sets à 0            |
| 16 | 1937  | 1-6 juin          | Hartford New England Championships (États-Unis)  | He      | Walter Senior   | 6-4 4-6 6-46-4        |
| 17 | 1937  | 7-13 juin         | Nashville Southern Championships (États-Unis)    | Tb ?    | Joseph Hunt     | 6-3 6-4 7-5           |
| 18 | 1937  | 14-20 juin        | Chicago U.S. Clay Court (États-Unis)             | Tb      | Joseph Hunt     | 6-3 4-6 6-3 6-4       |
| 19 | 1937  | 21-27 juin        | Cincinnati Tri State Championships (États-Unis)  | Tb ?    | John McDiarmid  | 6-3 6-3 4-6 6-3       |
| 20 | 1937  | 28 juin-4 juillet | Neenah Fox River Valley (États-Unis)             | ?       | Elwood Cooke    | ?                     |
| 21 | 1937  | 5-11 juillet      | Denver Colorado State (États-Unis)               | ?       | Arthur Hendrix  | 6-3 3-6 6-2 6-4       |
| 22 | 1937  | 26-31 juillet     | Seabright New Jersey Invitational (États-Unis)   | He      | Wilmer Allison  | Forfait               |
| 23 | 1937  | 2-9 août          | Southampton Meadow Club (États-Unis)             | He      | Jiro Yamagishi  | 6-4 6-3 ab.           |
| 24 | 1937  | 8-14 août         | Rye Eastern Grass Court (États-Unis)             | He      | Frank Parker    | 6-3 7-5 7-5           |
| 25 | 1937  | 26-31 décembre    | La Nouvelle-Orléans Sugar Bowl (États-Unis)      | ?       | Joseph Hunt     | 8-6 6-1 6-2           |
| 26 | 1938  | 10-16 janvier     | Miami Beach Nautilus Tennis (États-Unis)         | ?       | Wayne Sabin     | 7-5 8-6 6-1           |
| 27 | 1938  | 17-23 janvier     | Tampa Dixie Championships (États-Unis)           | ?       | Wayne Sabin     | 6-3 6-0 7-5           |
| 28 | 1938  | 1-6 février       | Miami Beach Miami Surf Club (États-Unis)         | ?       | Frank Kovacs    | 2-6 6-3 6-4 6-2       |
| 29 | 1938  | 7-13 février      | Palm Beach Everglades Invitational (États-Unis)  | ?       | Charles Harris  | 6-0 6-3 3-6 4-6 6-1   |
| 30 | 1938  | 5-13 avril        | Atlanta Georgia Invitational (États-Unis)        | ?       | David Jones     | 6-3 2-6 6-4 8-6       |
| 31 | 1938  | 13-19 juin        | Saint-Louis Missouri Valley (États-Unis)         | ?       | Don McNeill     | 6-4 7-5 6-4           |
| 32 | 1938  | 20-26 juin        | Chicago U.S. Clay Court (États-Unis)             | Tb      | Gardnar Mulloy  | 6-4 5-7 4-6 6-1 7-5   |
| 33 | 1938  | 27 juin-3 juillet | Cincinnati Tri State Championships (États-Unis)  | Tb ?    | Frank Parker    | 6-2 7-5 6-3           |
| 34 | 1938  | 4-10 juillet      | Neenah Fox River Valley (États-Unis)             | ?       | Ernest Sutter   | ?                     |
| 35 | 1938  | 18-24 juillet     | Brookline Longwood Bowl (États-Unis)             | He      | Frank Kovacs    | 6-4 6-0 6-4           |
| 36 | 1938  | 25-31 juillet     | Seabright New Jersey Invitational (États-Unis)   | He      | Elwood Cooke    | 6-1 6-3 6-1           |
| 37 | 1938  | 1-6 août          | Southampton Meadow Club (États-Unis)             | He      | Sidney Wood     | 6-0 6-3 7-5           |
| 38 | 1938  | 8-14 août         | Rye Eastern Grass Court (États-Unis)             | He      | Joseph Hunt     | 6-4 6-3 3-6 10-8      |
| 39 | 1939  | 15-21 mars        | Hamilton Bermuda Championships (Bermudes)        | ?       | Elwood Cooke    | 6-3 1-6 1-6 6-2 7-5   |
| 40 | 1939  | 17-23 avril       | Asheville N.C. Championships (États-Unis)        | ?       | Wayne Sabin     | 3 sets à 2            |
| 41 | 1939  | 23-29 avril       | Hot Springs Virginia International (États-Unis)  | ?       | Wayne Sabin     | 6-3 9-7 8-6           |
| 42 | 1939  | 26 juin-8 juillet | Wimbledon (Angleterre)                           | He      | Elwood Cooke    | 2-6 8-6 3-6 6-3 6-2   |
| 43 | 1939  | 1-6 août          | Southampton Meadow Club (États-Unis)             | He      | Sidney Wood     | 10-8 6-4 6-4          |
| 44 | 1939  | 7-13 août         | Rye Eastern Grass Court (États-Unis)             | He      | Frank Parker    | 1-6 6-4 6-4 7-5       |
| 45 | 1939  | 7-17 septembre    | US Championships (Forest Hills) (États-Unis)     | He      | Welby Van Horn  | 6-4 6-2 6-4           |
| 46 | 1939  | 3-10 octobre      | Berkeley Pacific Coast (États-Unis)              | D       | Frank Kovacs    | 3 sets à 2            |
| 47 | 1939  | 10 décembre       | Chicago Indoor Championships (États-Unis)        | B ?     | Jimmy Evert     | 3 sets à 2            |
| 48 | 1940  | 22-28 janvier     | Miami South Florida Championships (États-Unis)   | ?       | Henry Prusoff   | 6-1 7-5 6-2           |
| 49 | 1940  | 29 jan-4 février  | Pensacola Florida Invitational (États-Unis)      | ?       | Gardnar Mulloy  | 1-6 2-6 6-3 6-3 6-4   |
| 50 | 1940  | 5-11 février      | Miami Beach Rodney Plaza Invitation (États-Unis) | ?       | Gardnar Mulloy  | 6-0 7-5 6-2           |
| 51 | 1940  | 12-18 février     | Daytona Beach South Atlantic (États-Unis)        | ?       | Hal Surface     | 0-6 5-7 6-2 6-2 6-3   |
| 52 | 1940  | 21 fév-2 mars     | New York U.S. Indoor Championships (États-Unis)  | B       | Don McNeill     | 3-6 6-1 6-4 2-6 6-2   |
| 53 | 1940  | 15-21 avril       | Houston River Oaks (États-Unis)                  | Tb      | Bryan Grant     | 7-5 6-3 7-5           |
| 54 | 1940  | 22-30 juin        | Cincinnati Tri State Championships (États-Unis)  | ?       | Arthur Marx     | 11-9 6-2 4-6 6-8 6-1  |
| 55 | 1940  | 8-15 juillet      | Indianapolis Western Championships (États-Unis)  | Tb      | Welby Van Horn  | 6-3 6-1 6-2           |
| 56 | 1940  | 22-28 juillet     | Seabright New Jersey Invitational (États-Unis)   | He      | Frank Kovacs    | 2-6 0-6 6-3 11-9 10-8 |
| 57 | 1940  | 4-11 août         | Rye Eastern Grass Court (États-Unis)             | He      | Don McNeill     | 6-2 3-6 7-5 6-4       |
| 58 | 1940  | 16-22 sep.        | Los Angeles Pacific Southwest (États-Unis)       | D       | Don McNeill     | 5-7 2-6 6-0 12-10 6-3 |
| 59 | 1940  | 1-6 octobre       | Berkeley Pacific Coast (États-Unis)              | D       | Frank Kovacs    | 6-4 6-2 6-2           |
| 60 | 1940  | 25-30 décembre    | La Nouvelle-Orléans Sugar Bowl (États-Unis)      | ?       | Gardnar Mulloy  | 6-2 7-5 6-0           |
| 61 | 1941  | 4-10 février      | Palm Beach Championships (États-Unis)            | ?       | Jack Kramer     | 6-3 6-2 6-3           |
| 62 | 1941  | 11-17 février     | Fort Lauderdale Florida Net Stars (États-Unis)   | ?       | Frank Kovacs    | 6-4 6-4 4-6 4-6 6-4   |
| 63 | 1941  | 26 fév-3 mars     | Atlanta Georgia Championships (États-Unis)       | ?       | Bill Talbert    | 6-4 6-4 6-4           |
| 64 | 1941  | 3-9 mars          | Pensacola Florida Invitational (États-Unis)      | ?       | Frank Kovacs    | 6-2 6-4 6-3           |
| 65 | 1941  | 29 avril-4 mai    | Chattanooga Tennessee Valley (États-Unis)        | ?       | Bill Talbert    | 7-5 3-6 6-4 6-4       |
| 66 | 1941  | 4-10 juin         | Kansas City Missouri Valley (États-Unis)         | Tb      | Frank Parker    | 6-0 7-5 7-5           |
| 67 | 1941  | 1-6 juillet       | Louisville Kentucky Championships (États-Unis)   | Tb      | Don McNeill     | 5-7 7-5 9-7 1-6 7-5   |
| 68 | 1941  | 8-13 juillet      | Indianapolis Western Championships (États-Unis)  | Tb      | Don McNeill     | 7-5 3-6 10-8 6-4      |
| 69 | 1941  | 21-27 juillet     | Seabright New Jersey Invitational (États-Unis)   | He      | Ted Schroeder   | 6-4 6-4 6-0           |
| 70 | 1941  | 28 juillet-3 août | Southampton Meadow Club (États-Unis)             | He      | Frank Kovacs    | 6-2 6-2 6-3           |
| 71 | 1941  | 30 août-7 sep.    | US Championships (Forest Hills) (États-Unis)     | He      | Frank Kovacs    | 5-7 6-1 6-3 6-3       |

### Titres professionnels (1942-1955): 24
|    | Année | Date           | Nom et lieu du tournoi                           | Surface | Finaliste       | Score                |
| -- | ----- | -------------- | ------------------------------------------------ | ------- | --------------- | -------------------- |
| 1  | 1945  | 5-9 décembre   | Los Angeles U.S. Pro Hardcourts (États-Unis)     | D       | Donald Budge    | 9-11 6-3 6-2 6-0     |
| 2  | 1945  | 27-30 décembre | Santa Barbara Pro Championships (États-Unis)     | ?       | Fred Perry      | 4-6 6-1 7-5 6-3      |
| 3  | 1946  | 10-13 janvier  | Palm Springs Desert Championships (États-Unis)   | D       | Fred Perry      | 3 sets à 2           |
| 4  | 1946  | 21-24 janvier  | Phoenix Arizona State Championships (États-Unis) | ?       | Fred Perry      | ?                    |
| 5  | 1946  | 25-28 janvier  | Pasadena Pro Championships (États-Unis)          | ?       | Fred Perry      | 6-4 2-6 6-3 3-6 6-3  |
| 6  | 1946  | 3-9 juin       | Chattanooga Tennessee Pro (États-Unis)           | ?       | Frank Kovacs    | 6-3 4-6 6-0 6-3      |
| 7  | 1946  | 25-30 juin     | Chestnut Hill New England Pro (États-Unis)       | He      | Donald Budge    | 3-6 6-1 6-1 6-8 6-3  |
| 8  | 1946  | 7-13 juillet   | US Pro Championships (New York) (États-Unis)     | He      | Donald Budge    | 6-3 6-1 6-1          |
| 9  | 1946  | 25-28 juillet  | Oyster Harbors Cape Code Pro (États-Unis)        | ?       | Welby Van Horn  | 6-1 6-2 6-3          |
| 10 | 1946  | 1-4 août       | Porstmouth Wentworth-by-the-Sea Pro (États-Unis) | ?       | Welby Van Horn  | 6-1 6-3 6-1          |
| 11 | 1946  | 8-12 août      | Jefferson White Mountains Pro (États-Unis)       | ?       | Welby Van Horn  | 6-0 0-6 7-9 6-2 7-5  |
| 12 | 1946  | 4-8 septembre  | Pittsburgh Sewickley Masters (États-Unis)        | ?       | Donald Budge    | 4-6 7-5 6-3 6-3      |
| 13 | 1946  | 11-15 sep.     | Indianapolis Indiana State Pro (États-Unis)      | Tb      | Donald Budge    | 7-9 6-1 6-2 6-3      |
| 14 | 1946  | 9-13 octobre   | Oklahoma City Pro Championships (États-Unis)     | ?       | Frank Kovacs    | 6-3 6-3 5-7 6-3      |
| 15 | 1946  | 13-17 novembre | Los Angeles U.S. Pro Hardcourts (États-Unis)     | D       | Donald Budge    | 6-2 6-4 2-6 6-2      |
| 16 | 1947  | 22 mars        | Philadelphie U.S. Pro Indoor (États-Unis)        | B       | Donald Budge    | 6-1 8-6 6-3          |
| 17 | 1947  | 16-22 juin     | US Pro Championships (New York) (États-Unis)     | He      | Donald Budge    | 3-6 6-3 10-8 4-6 6-3 |
| 18 | 1949  | 20-26 juin     | US Pro Championships (New York) (États-Unis)     | He      | Donald Budge    | 9-7 3-6 6-3 7-5      |
| 19 | 1952  | 29-31 décembre | Jacksonville Gator Bowl Pro (États-Unis)         | ?       | Jack Rodgers    | 7-5 9-11 6-2         |
| 20 | 1953  | 18 janvier     | Fort Lauderdale Florida Pro (États-Unis)         | ?       | Frank Kovacs    | 7-5 6-2              |
| 21 | 1953  | 3-8 octobre    | Long Island PLTA Fall Pro (États-Unis)           | ?       | Leonard Hartman | 6-0 6-2              |
| 22 | 1954  | 3-9 février    | Miami Beach U.S. Pro Clay Court (États-Unis)     | Tb      | Frank Kovacs    | 7-9 4-6 6-0 7-5 7-5  |
| 23 | 1954  | 10-13 juin     | Québec Canadian Pro Championships (Canada)       | ?       | Robert Stubbs   | 4-6 6-3 6-0          |
| 24 | 1954  | 25-29 sep.     | Woodside PLTA Fall Pro (États-Unis)              | ?       | Bruce Thomas    | 6-3 6-2              |

### Finales amateures (1934-1941): 20
|    | Année | Date                 | Nom et lieu du tournoi                           | Surface | Vainqueur    | Score                   |
| -- | ----- | -------------------- | ------------------------------------------------ | ------- | ------------ | ----------------------- |
| 1  | 1934  | mai                  | Los Angeles County Championships (États-Unis)    | D       | Gene Mako    | 6-0, 6-2                |
| 2  | 1935  | 24-28 septembre      | Berkeley Pacific Coast (États-Unis)              | D       | Donald Budge | 6-0, 6-2, 7-9, 6-4      |
| 3  | 1936  | 1-6 juillet          | Spring Lake New Jersey Invitation (États-Unis)   | He ?    | Frank Parker | 6-2, 6-4, 7-5           |
| 4  | 1936  | 13-20 juillet        | Brookline Longwood Bowl (États-Unis)             | He      | Frank Parker | 6-2, 2-6, 6-3, 7-5      |
| 5  | 1936  | 3-10 août            | Rye Eastern Grass Court (États-Unis)             | He      | Donald Budge | 6-8, 6-2, 6-4, 6-3      |
| 6  | 1936  | 26-29 décembre       | Los Angeles Southern California (États-Unis)     | D       | Donald Budge | 6-4, 6-4                |
| 7  | 1937  | 16-21 août           | Newport Casino Invitation (États-Unis)           | He      | Donald Budge | 6-4, 6-8, 6-1, 6-2      |
| 8  | 1937  | 3-10 octobre         | Berkeley Pacific Coast (États-Unis)              | D       | Donald Budge | 4-6, 6-3, 6-2, 6-4      |
| 9  | 1938  | 3-9 janvier          | Miami Biltimore Championships (États-Unis)       | ?       | Bryan Grant  | 3-6, 6-2, 7-9, 8-6, 6-3 |
| 10 | 1939  | 8-18 juin            | Roland-Garros French Championships (France)      | Tb      | Don McNeill  | 7-5, 6-0, 6-3           |
| 11 | 1939  | 26-31 décembre       | La Nouvelle-Orléans Sugar Bowl (États-Unis)      | ?       | Don McNeill  | 7-5, 6-3, 6-2           |
| 12 | 1940  | 2-8 janvier          | Tampa Dixie Championships (États-Unis)           | ?       | Bryan Grant  | 1-6, 6-2, 6-1, 1-6, 6-3 |
| 13 | 1940  | 15-23 juin           | Chicago U.S. Clay Court (États-Unis)             | Tb      | Don McNeill  | 6-1, 6-4, 6-8, 6-3      |
| 14 | 1940  | 29 juillet-2 août    | Southampton Meadow Club (États-Unis)             | He      | Frank Kovacs | 6-4, 7-9, 6-4, 6-2      |
| 15 | 1940  | 1-9 septembre        | US Championships (Forest Hills) (États-Unis)     | He      | Don McNeill  | 4-6, 6-8, 6-3, 6-3, 7-5 |
| 16 | 1941  | 20-26 janvier        | Saint Petersburg Florida West Coast (États-Unis) | ?       | Frank Kovacs | 13-11, 2-6, 6-2, 6-1    |
| 17 | 1941  | 27 janvier-2 février | Miami Coral Gables Championships (États-Unis)    | ?       | Frank Kovacs | 4-6, 1-6, 8-6, 8-6, 6-1 |
| 18 | 1941  | 21-27 avril          | Asheville N.C. Championships (États-Unis)        | ?       | Bill Talbert | 7-5, 6-4, 6-2           |
| 19 | 1941  | 16-22 juin           | Chicago U.S. Clay Court (États-Unis)             | Tb      | Frank Parker | 6-3, 7-5, 6-8, 4-6, 6-3 |
| 20 | 1941  | 29 sep-5 oct.        | Berkeley Pacific Coast (États-Unis)              | D       | Frank Kovacs | 6-2, 6-2, 6-1           |

### Finales professionnelles (1942-1955): 15
|    | Année | Date              | Nom et lieu du tournoi                                  | Surface | Vainqueur       | Score                   |
| -- | ----- | ----------------- | ------------------------------------------------------- | ------- | --------------- | ----------------------- |
| 1  | 1942  | 20 juin-4 juillet | US Pro Championships (New York) (États-Unis)            | He      | Donald Budge    | 6-2, 6-2, 6-2           |
| 2  | 1946  | 17-20 janvier     | Tucson Arizona Pro Championships (États-Unis)           | ?       | Fred Perry      | 3 sets à 2              |
| 3  | 1946  | 11-16 juin        | Memphis Southern Pro Championships (États-Unis)         | ?       | Donald Budge    | 6-2, 1-6, 4-6, 6-2, 6-2 |
| 4  | 1946  | 18-24 juin        | Richmond Pro Championships (États-Unis)                 | ?       | Donald Budge    | 5-7, 6-4, 2-6, 6-3, 6-4 |
| 5  | 1946  | 18-22 sep.        | Kalamazoo Michigan Championships (États-Unis)           | ?       | Frank Kovacs    | 6-4, 6-4, 6-4           |
| 6  | 1946  | 25-29 sep.        | Chicago Lake Forest Championships (États-Unis)          | ?       | Frank Kovacs    | 6-1, 6-3, 5-7, 4-6, 6-2 |
| 7  | 1946  | 16-20 octobre     | San Francisco Pro Championships (États-Unis)            | D ?     | Donald Budge    | 7-5, 6-4                |
| 8  | 1947  | avril             | Buffalo Pro Championships (États-Unis)                  | B ?     | Frank Kovacs    | ?                       |
| 9  | 1948  | 12-20 juin        | US Pro Championships (New York) (États-Unis)            | He      | Jack Kramer     | 14-12, 6-2, 3-6, 6-3    |
| 10 | 1949  | 30 mai-4 juin     | Tournoi de tennis de Wembley Championships (Angleterre) | ?       | Jack Kramer     | 2-6, 6-4, 6-3, 6-4      |
| 11 | 1952  | 26 fév-2 mars     | Saint Augustine U.S. Pro Clay Court (États-Unis)        | Tb      | Pancho Segura   | 6-1, 7-5, 6-4           |
| 12 | 1953  | 20-25 janvier     | Tampa U.S. Pro Clay Court (États-Unis)                  | Tb      | Frank Kovacs    | 7-5, 8-6, 6-0           |
| 13 | 1953  | 16-20 sep.        | Québec Canadian Pro Championships (Canada)              | ?       | Pancho Gonzales | 6-0, 6-4, 6-4           |
| 14 | 1954  | 20-24 janvier     | Fort Lauderdale Florida Pro (États-Unis)                | Tb      | Frank Kovacs    | 7-5, 2-6, 6-4           |
| 15 | 1955  | 12-17 avril       | Fort Lauderdale U.S. Pro Clay Court (États-Unis)        | Tb      | Donald Budge    | 6-4, 6-4, 8-6           |

## Filmographie
- [vidéo][Production de télévision] « Duels d'Histoire : Billie Jean King vs Bobby Riggs », Olivier Carpentier (écriture et réalisation), Nicolas Brénéol (écriture et montage), Noémie Orphelin (narration) sur Arte, 2022, 12 min (consulté le 16 juin 2024)